# 55 Рака f
55 Рака f, или Хэрриот (Харриот, Гарриот) (англ. Harriot) — водный гигант, расположенный в планетарной системе солнцеподобной звезды 55 Рака (HD 75732). Планета была открыта в 2007 году группой учёных из государственного университета Сан-Франциско. Эта планета стала пятой обнаруженной планетой в системе 55 Рака. Планета имеет массу примерно в 45 масс Земли и является по свойствам, предположительно, близкой к Сатурну. Большая полуось орбиты составляет 110 млн км (0,73 а. е.). На планете должно быть несколько теплее, чем на Земле, но ненамного, так как звезда более холодная и тусклая, чем Солнце. Предположительный тип планеты — водный гигант или серный гигант. Предполагается, что на планете может быть вода в жидком состоянии. Согласно расчётам учёных, планета проводит в обитаемой зоне около 74 % времени.
Собственное имя — Harriot — планета получила в 2015 году в честь английского астронома, математика, этнографа и переводчика Томаса Хэрриота (1560—1621); его фамилию в русскоязычных источниках иногда записывают как Харриот либо Гарриот.